# Guido De Angelis (giornalista)
Guido De Angelis (Roma, 2 febbraio 1958) è un giornalista, conduttore radiofonico, conduttore televisivo e telecronista sportivo italiano.

## Biografia
Famoso soprattutto per la sua fede calcistica per la S.S. Lazio, Guido De Angelis è editore e direttore della rivista sportiva Lazialità (nata il 27 settembre 1985), ideatore e conduttore radiofonico di Quelli che hanno portato il calcio a Roma (in onda dal lunedì al sabato, dalle ore 10 alle 13:30, su Radiosei - 98.100) nonché televisivo di Lazialità in TV (in onda tutti i lunedì sera, dalle ore 21:00, su LAZIO TV - canale 13 del digitale terrestre) . Dal 2007 al 2018 ha prestato la sua voce come telecronista per le partite di Serie A e delle coppe europee della Lazio su Mediaset Premium. Nasce a Roma nel quartiere Tuscolano. La passione per la Lazio gli fu tramandata dal padre Dante che, fin da piccolo, lo portava spesso allo stadio ad assistere alle partite casalinghe delle "Aquile" (la sua prima allo stadio fu Lazio-Venezia 2-1 del 10 dicembre 1967). 
Alla fine degli anni settanta intraprende la carriera giornalistica nonché radiofonica, con le sue radiocronache e conduzioni nelle più importanti emittenti locali su RDS e Radio Incontro, fino a quando nel 2006, dopo aver trascorso otto anni a Radio Spazio Aperto, viene chiamato da TeleRadioStereo con la trasmissione Quelli che hanno portato il calcio a Roma. Dal settembre 2011 torna sui 98.100 di Radiosei con l'orario storico mattuttino dalle ore 10 alle 14. 
È editore, nonché direttore responsabile, del magazine sportivo Lazialità, per anni rivista ufficiale della società biancoceleste (dal novembre del 2014 si trasforma in bimestrale), ed attuale periodico con distribuzione nazionale in edicola. Nel 2008 crea il quotidiano on-line "Lazialita.it" con più di 40.000 visite giornaliere. In televisione contribuisce agli inizi per reti locali (Rete Oro-4 Rete) per poi approdare a Teleroma 56, ogni lunedì dalle ore 21, dove inizia nel 2001 a condurre il programma Lazialità in TV, divenendo in maniera definitiva uno dei volti noti del giornalismo sportivo della Capitale. Dal 16 settembre 2013, Lazialità in TV si trasferisce tutti i lunedì alle 21 in diretta nella storica emittente locale romana Gold TV; dal 31 agosto 2015 la trasmissione televisiva ritorna su Teleroma 56. Approda dal 4 settembre 2023 su LAZIO TV. 
Nel 2002 è stato anche speaker ufficiale dello Stadio Olimpico per i match casalinghi della Lazio e, due anni prima, il 9 gennaio 2000, fu lui a presentare la serata di gala organizzata in occasione del Centenario della società romana. Nel 2009 interpreta il brano Un amore possibile, insieme all'amico Toni Malco, cantautore e attore romano di nota fede laziale. Oltre a ricevere l'apprezzamento del pubblico, il lavoro svolto da De Angelis viene riconosciuto anche dalla critica, difatti il conduttore romano ha conseguito diversi premi, nel maggio del 2011 con il "Microfono d'Oro" in Campidoglio sia come telecronista sia come conduttore (la sua trasmissione radiofonica Quelli che hanno portato il calcio a Roma è difatti una delle più celebri nell'etere romano). Diverse sono state le edizioni di questa kermesse da lui vinte.